# イッツ・イージー・トゥ・リメンバー
『イッツ・イージー・トゥ・リメンバー』（原題：It's Easy to Remember）リチャード・ロジャースが作詞とロレンツ・ハートが作曲し、発表した楽曲。 1935年映画ミシシッピの為に書かれ、この映画の主演ビング・クロスビーとWCフィールズがこの曲を紹介し、1935年2月21日にジョージ・ストールと彼のオーケストラとリズムメットとスリー・シェード・オブ・ブルーがその日のチャートを上回った。レコード会社は、デッカ・レコード。 クロスビーは1954年に彼のアルバムにこの曲を再び録音した。

## 収録したアーティスト
- ディーン・マーティン[3]
- フランク・シナトラ
- ビング・クロスビー
- サラ・ヴォーン
- ジョン・コルトレーン[4]
- オスカー・ピーターソン
- ビリー・ホリデイ
- キース・ジャレット
- ペリー・コモ
- アーマッド・ジャマル